# Чернов, Юрий Николаевич (медик)
Юрий Николаевич Чернов (5 ноября 1937 — 1 января 2021) — российский учёный. Доктор медицинских наук, профессор, почти четверть века заведующий, а ныне профессор кафедры клинической фармакологии Воронежского государственного медицинского университета им. Н. Н. Бурденко, также в 1992—2006 годах декан лечебного факультета, почётный профессор университета.
Почётный доктор ГосНИИИ военной медицины Минобороны России. Заслуженный врач России (1998).

## Биография
Ученик профессора В. И. Завражного, заведовавшего кафедрой фармакологии.
Окончил с отличием Воронежский медицинский институт (1961), где учился с 1955 года, по специальности лечебное дело.
В 1961—1964 годах врач в больницах Липецка и Липецкой области.
С 1964 года на кафедре фармакологии альма-матер: до 1967 года аспирант, в 1967—1976 годах ассистент, в 1976—1984 годах старший преподаватель, в 1984—1987 годах доцент. Одновременно в 1973—1992 годах заместитель декана лечебного факультета, а в 1992—2006 годах декан лечебного факультета Воронежской медицинской академии (институт до 1994 года).
В 1987—2011 годах заведующий новообразованной кафедры клинической фармакологии Воронежского медицинского университета (академия до 2015 года), а затем поныне её профессор. Бессменный руководитель студенческого научного кружка кафедры, образованного одновременно с её основанием. Является членом ученого совета по защите диссертаций.
Врач-клинический фармаколог высшей категории.
На протяжении 5 лет входил в состав фармакологического комитета СССР (1-я комиссия).
Член правления Ассоциации клинических фармакологов стран СНГ.
Академик Международной академии человека в аэрокосмических системах, член-корреспондент РАЕН.
Член редколлегии журналов «Экспериментальная и клиническая фармакология» (Москва) и «Лекарственные средства» (Москва), федерального ежегодного руководства «Формулярная система».
Под его руководством защищено 29 кандидатских и 3 докторские диссертации.
В 1971 году защитил кандидатскую диссертацию на тему «Комплексная фармакотерапия пчелиным ядом „апизартроном“ и маточкиным молочком „апилаком“ экспериментального миокардита и миокардиосклероза», в 1991 г. — докторскую диссертацию по спецтеме на базе научно-исследовательского испытательного института авиационной и космической медицины Министерства обороны.
Автор 4 учебников по клинической фармакологии, 15 учебных пособий с грифом УМО, 6 монографий, 42 патентов, 5 свидетельств на программы для ЭВМ, 2 глав национального руководства по клинической фармакологии (2009), практического руководства по авиационной и клинической медицине (2011), трех образовательных программ по клинической фармакологии для медицинских вузов России.
Умер 1 января 2021 года. Похоронен в Воронеже на Полыновском кладбище.

## Признание
Отмечен почётной грамотой ЦК ВЛКСМ (1954), бронзовой медалью участника ВДНХ (1954), медалью «Ветеран труда» (1988), медалью Жукова (1996), медалью ордена «За заслуги перед Отечеством» II степени (2003), золотой медалью «За лучшую научную работу» Московской медицинской академии имени И. М. Сеченова (2003 — за учебное пособие «Витамины и микроэлементы в клинической фармакологии»), медалью «Ветеран ВВС» (2007), знаком отличия «За заслуги перед Воронежской областью» (2007), медалью имени Ю. А. Гагарина (2010), орденом Дружбы (2013). «Отличник здравоохранения» (1990).
Лауреат форума «Золотой фонд Воронежской области» в номинации «образование» (2007),Почетным знаком правительства Воронежской области «Благодарность от Земли Воронежской»(2017), Знаком отличия «Воронеж-город Воинской Славы»(2017).